# Костыльный крест

Костыльный крест

Костыльный крест или Крест-потент или Крест-молот — равноконечный крест, состоящий из двух одинаковых прямоугольных перекладин, пересекающихся под прямым углом с равными засечками на всех концах. Является разновидностью греческого креста. Является геральдическим крестом, одной из почетных геральдических фигур. Название «потент» происходит от французского «potenee» — «опора», поскольку его форма похожа на две скрещенные опоры. Закодирован в юникоде U+2629 — ☩.
Костыльный крест является частью Иерусалимского креста.

## В нумизматике
Костыльный крест присутствует на португальских монетах и называется крестом ордена Иисуса Христа или португальским крестом. В первой Австрийской республике чеканились в 1924—1938 разменные монеты с костыльным крестом.

## В государственной символике
В Первой Австрийской Республике костыльный крест противопоставлялся нацистской свастике и считался эмблемой государства во главе с федеральным канцлером Дольфусом.

## Примеры символики

Герб Иерусалимского королевства
Герб коммуны Беттон во Франции
Крест крестоносцев
символ австрийской партии Отечественный фронт
символ российской Народной национальной партии (ННП)
Флаг MONATIO (военизированной группировки в Камбодже, 1975 г.)